# 1897–1898-as dán labdarúgó-bajnokság (első osztály)
Az 1897–1898-as Danish Superliga volt a 9. alkalommal megrendezett, legmagasabb szintű labdarúgó-bajnokság Dániában. A szezonban 6 klubcsapat vett részt.
A címvédő a Kjøbenhavn volt. A bajnoki trófeát újra a Kjøbenhavn csapata nyerte meg, a bajnokság történetében harmadjára.

## Tabella
| Hely. | Csapat              | M | Gy | D | V | G+ | G– | Gk  | P  | Továbbjutás vagy kiesés |
| ----- | ------------------- | - | -- | - | - | -- | -- | --- | -- | ----------------------- |
| 1.    | Kjøbenhavn          | 5 | 5  | 0 | 0 | 13 | 2  | +11 | 10 | A szezon bajnoka        |
| 2.    | Akademisk           | 5 | 4  | 0 | 1 | 29 | 3  | +26 | 8  |                         |
| 3.    | Boldklubben af 1893 | 5 | 3  | 0 | 2 | 7  | 9  | −2  | 6  |                         |
| 4.    | Frem                | 5 | 2  | 0 | 3 | 10 | 9  | +1  | 4  |                         |
| 5.    | Østerbros           | 5 | 1  | 0 | 4 | 1  | 23 | −22 | 2  |                         |
| 6.    | Christianshavn      | 5 | 0  | 0 | 5 | 0  | 14 | −14 | 0  |                         |